# 郑立中

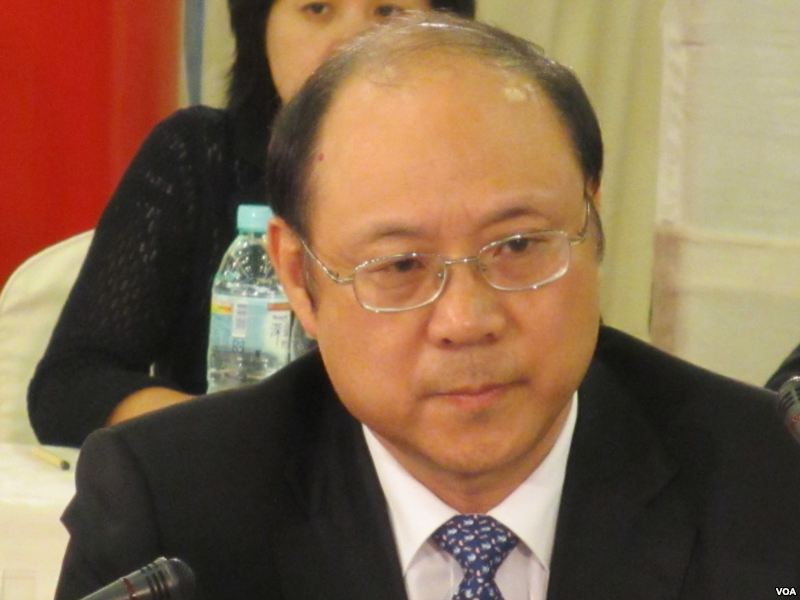
郑立中

郑立中（平話字：Dâng Lĭk-dṳ̆ng，白話字：Tēⁿ Li̍p-tiong，臺羅：Tēnn Li̍p-tiong，1951年10月—），男，福建霞浦人，中华人民共和国政治人物，第十六届、十七届中共中央候补委员。

## 生平

### 地方任职
1969年2月参加工作，为福建省霞浦县城郊公社插队知青。1971年1月至1974年6月，为福建省661地质队工人。1974年6月至1977年4月，任福建省地质局后勤处调拨员。1977年4月至1979年9月，在河北地质学院经济管理系经济管理专业学习。1978年12月加入中国共产党。1979年9月至1981年12月，任地质部计划司干部。1981年12月至1983年10月，任福建省地质矿产局计财处干部。1983年10月至1984年10月，任福建省地质矿产局计财处副处长。1984年10月至1987年6月，任福建省厦门水文工程地质公司经理。1987年6月至1991年8月，任福建省地质矿产局经营管理处处长兼局服务公司经理。其间：1988年9月至1991年6月，为吉林大学经济管理学院国民经济计划与管理专业在职研究生，获硕士学位。1991年8月至1992年4月，任福建省地质矿产局计财处处长。1992年4月至1995年2月，任福建省地质矿产局副局长。其间，1993年9月至1994年7月，在中央党校一年制中青年干部培训班学习。
1995年2月至1996年6月，任中共漳州市委副书记、市委党校校长。1996年6月至1997年12月，任福建省地质矿产厅厅长、党组书记，地质矿产部福建地勘局局长。1997年12月至1998年1月，任福建省计划委员会副主任、党组书记，福建省地质矿产厅厅长、党组书记，地质矿产部福建地勘局局长。1998年1月至2000年3月，任福建省计划委员会主任、党组书记。2000年3月至2001年3月，任福建省发展计划委员会主任、党组书记，福建省经济体制改革与对外开放委员会委员。2001年3月至4月，任中共漳州市委书记。2001年4月至12月，任中共漳州市委书记、漳州市人大常委会主任。2001年12月至2002年5月，任中共福建省委常委、中共漳州市委书记、漳州市人大常委会主任。2002年5月至6月，任中共福建省委常委。2002年6月至2005年5月，任中共福建省委常委、中共厦门市委书记。

### 国台办时期
2005年5月至2006年7月，任中共中央台湾工作办公室、国务院台湾事务办公室副主任。2006年7月至2013年10月，任中共中央台湾工作办公室、国务院台湾事务办公室常务副主任。2008年6月3日，被推举为海峡两岸关系协会第二届理事会常务副会长。他是國台辦及海協會之中少數熟悉閩南語的高階官員，因此在任內大多前往台灣的中南部地區進行參訪等交流活動。2014年11月起，兼任清华大学台湾研究院院长。
郑立中是中共十六大、中共十七大代表。2002年11月，当选中共第十六届中央候补委员。2007年10月，当选为中共第十七届中央候补委员。2013年3月，郑立中当选为第十二届全国政协委员、常委，并出任第十二届全国政协港澳台侨委员会副主任。

### 免职及处分
2017年2月28日，政协第十二届全国委员会常务委员会第十九次会议通过《关于免去郑立中中国人民政治协商会议第十二届全国委员会常务委员、港澳台侨委员会副主任职务，撤销其委员资格的决定》，有鉴于郑立中严重违纪，根据中共中央建议，並依照《中国人民政治协商会议章程》及有关规定，政协第十二届全国委员会常务委员会第十九次会议决定，免去郑立中第十二届全国政协常务委员、全国政协港澳台侨委员会副主任职务，撤销其第十二届全国政协委员资格。
2017年3月，全国政协常委、海峡两岸关系协会会长陈德铭回应表示，郑立中同志因个人原因受处分，被免去海峡两岸关系协会常务副会长等职务，这与郑立中在中央台办、国务院台办及海峡两岸关系协会的履职行为及工作无关，而且郑立中尽管受到处分，但仍是中共党内同志。